# Mount Washington Cog Railway

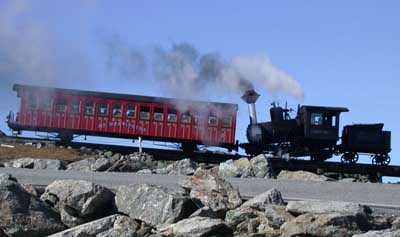
Locomotiva a vapor circulando pela Mount Washington Cog Railway

A Mount Washington Cog Railway é uma ferrovia que realiza a ascensão até o topo do Monte Washington, ponto mais alto da região da Nova Inglaterra, no estado norte-americano de Nova Hampshire. Inaugurada em 1868, foi a primeira ferrovia com apoio de cremalheiras construída no mundo.

## Características
Os trilhos desta ferrovia estão instalados na encosta do Monte Washington, permitindo que seu topo seja facilmente alcançado, sem a necessidade de realizar uma longa e cansativa escalada pela montanha, a qual apresenta terreno íngreme e clima instável. Apresentando inclinação média de 25%, com um máximo de 37,41%, atualmente é considerada a segunda ferrovia mais inclinada do mundo, ficando atrás somente da ferrovia denominada Pilatus Railway, na Suiça.
Originalmente projetada para circularem trens a vapor, em 2008 locomotivas à diesel também passaram a operar em seus trilhos.
Anualmente milhares de turistas utilizam esse meio de transporte para chegarem ao topo do Monte Washington nos meses mais quentes do ano. No final do outono há um passeio diferenciado que permite aos turistas visualizarem paisagens típicas de climas frio, com áreas recobertas por grandes acúmulos de neve. No auge do inverno as operações são cessadas pois o gelo acumulado impede a circulação dos trens.